# Liste der Kulturdenkmäler in Rotenhain
In der Liste der Kulturdenkmäler in Rotenhain sind alle Kulturdenkmäler der rheinland-pfälzischen Ortsgemeinde Rotenhain aufgeführt. Grundlage ist die Denkmalliste des Landes Rheinland-Pfalz (Stand: 21. Dezember 2021).

## Einzeldenkmäler
| Bezeichnung                   | Lage                | Baujahr                  | Beschreibung                                                                                        | Bild                           |
| ----------------------------- | ------------------- | ------------------------ | --------------------------------------------------------------------------------------------------- | ------------------------------ |
| Katholische Kirche St. Martin | Kirchstraße Lage    | 1743                     | fünfachsiger barocker Saalbau, 1743, 1938/39 verlängert                                             | weitere Bilder Fotos hochladen |
| Katholisches Pfarrhaus        | Kirchstraße 2 Lage  | 1903                     | Putzbau, teilweise Fachwerk, Jugendstil, bezeichnet 1903                                            | Fotos hochladen                |
| Quereinhaus                   | Kirchstraße 6 Lage  | 1674                     | Fachwerk-Quereinhaus, teilweise massiv, bezeichnet 1674, Wirtschaftsteil 19. Jahrhundert            | Fotos hochladen                |
| Quereinhaus                   | Kirchstraße 10 Lage | 17. oder 18. Jahrhundert | Fachwerk-Quereinhaus mit Niederlass, verputzt und verkleidet, wohl aus dem 17. oder 18. Jahrhundert | Fotos hochladen                |